# Ecuador Open 2017
L'Ecuador Open 2017 è stato un torneo di tennis giocato su campi in terra rossa. È stata la terza edizione del torneo che appartiene alla serie ATP Tour 250 nell'ambito dell'ATP World Tour 2017. Si è giocato al Club Jacarandá di Quito, in Ecuador, dal 5 al 12 febbraio 2017.

## Partecipanti

### Teste di serie
| Nazionalità | Giocatore            | Ranking* | Testa di serie |
| ----------- | -------------------- | -------- | -------------- |
| Croazia     | Ivo Karlović         | 19       | 1              |
| Spagna      | Albert Ramos Viñolas | 30       | 2              |
| Italia      | Paolo Lorenzi        | 43       | 3              |
| Brasile     | Thomaz Bellucci      | 67       | 4              |
| Ucraina     | Aleksandr Dolhopolov | 69       | 5              |
| Argentina   | Horacio Zeballos     | 72       | 6              |
| Brasile     | Thiago Monteiro      | 86       | 7              |
| Argentina   | Renzo Olivo          | 88       | 8              |

* Ranking al 30 gennaio 2017.

### Altri partecipanti
I seguenti giocatori hanno ricevuto una wildcard per il tabellone principale:
- Emilio Gómez
- Giovanni Lapentti
- Janko Tipsarević

Il seguente giocatore è entrato in tabellone con il ranking protetto:
- Matthew Ebden

I seguenti giocatori sono passati dalle qualificazioni:

- Roberto Carballés Baena
- Alejandro Falla
- Federico Gaio
- Agustín Velotti

## Punti e montepremi
| Torneo    | Torneo              | V      | F      | SF     | QF     | 2T    | 1T    | Q  | Q3    | Q2    | Q1 |
| Singolare | Punti               | 250    | 150    | 90     | 45     | 20    | 0     | 12 | 6     | 0     | 0  |
| Singolare | Premi in denaro ($) | 85,945 | 45,265 | 24,520 | 13,970 | 8,230 | 4,875 | –  | 2,195 | 1,100 | 0  |
| Doppio    | Punti               | 250    | 150    | 90     | 45     | 0     | –     | –  | –     | –     | –  |
| Doppio    | Premi in denaro ($) | 26,110 | 13,730 | 7,440  | 4,260  | 2,490 | –     | –  | –     | –     | –  |

## Campioni

### Singolare
Víctor Estrella Burgos ha sconfitto in finale  Paolo Lorenzi con il punteggio di 6(2)–7, 7–5, 7–6(6).
- È il terzo titolo in carriera per Estrella Burgos, tutti conquistati qui a Quito.

### Doppio
James Cerretani /  Philipp Oswald hanno vinto il titolo a seguito del ritiro di  Julio Peralta /  Horacio Zeballos sul punteggio di 6–3, 2–1.